# The Perfect Find
The Perfect Find és una pel·lícula de comèdia romàntica estatunidenca del 2023 escrita per Leigh Davenport i dirigida per Numa Perrier. Està basada en el llibre homònim de Tia Williams. La pel·lícula és protagonitzada per Gabrielle Union, Keith Powers, Aisha Hinds, D. B. Woodside, La La Anthony i Gina Torres. S'ha subtitulat al català.
Es va projectar per primer cop al Festival de Tribeca el 14 de juny de 2023 i Netflix la va estrenar el 23 de juny de 2023.

## Producció

### Desenvolupament
El 6 de novembre de 2018, es va anunciar que Gabrielle Union produiria i protagonitzaria The Perfect Find, una adaptació cinematogràfica de la novel·la de Tia Williams (2016). Tommy Oliver i Codie Elaine Oliver van produir-la per a Confluential Films, i Union la va coproduir a través de la seva companyia I'll Have Another. Els AGC Studios de Stuart Ford també unir-se a la producció amb el mateix Ford, Greg Shapiro, Glendon Palmer i Holly Shakoor Fleischer com a productors executius. El guió va ser escrit per Leigh Davenport, creadora de Run the World. Numa Perrier va ser nomenada directora el 12 de juny de 2020 al mateix temps que es va anunciar que Netflix havia adquirit el projecte.

### Càsting
El desembre de 2020, es va anunciar el càsting de Keith Powers com a colíder de Union. El març de 2021, es va informar que Niecy Nash en seria la coprotagonista, però el juny de 2021, es va anunciar que Gina Torres havia substituït Nash a causa de problemes d'agenda. El juny de 2021 es va anunciar que La La Anthony, Janet Hubert i Aisha Hinds s'incorporaven al repartiment.

### Rodatge
El rodatge estava previst que comencés el 2019. No obstant això, els plans de filmar es van canviar per començar el juny de 2021 al comtat de Hudson (Nova Jersey) i estava previst finalitzar l'agost. També es va filmar al barri novaiorquès de Manhattan la setmana del 19 de juliol de 2021. Altres llocs de rodatge van incloure Newark i Jersey City, ambdós a l'estat de Nova Jersey.

## Premis i reconeixements
- 2023 – Premi del Públic al llargmetratge narratiu, Festival de Cinema de Tribeca[14]